# Elecciones estatales de Puebla de 2013
Las Elecciones estatales de Puebla de 2013 se llevaron a cabo el domingo 7 de julio de 2013, y en ellas se eligió a los titulares de los siguientes cargos de elección popular:
- 217 ayuntamientos. Compuestos por un Presidente Municipal y regidores, electos para un periodo único de cuatro años ocho meses no reelegibles para el periodo inmediato.
- 41 Diputados al Congreso del Estado. 26 electos por mayoría relativa en cada uno de los distritos electorales y 15 Electos bajo el principio de representación proporcional.

## Resultados

### Ayuntamientos
| Partido/Alianza | Partido/Alianza                                       | Municipios |
| --------------- | ----------------------------------------------------- | ---------- |
|                 | Puebla Unida (PAN, PRD, Compromiso por Puebla, PANAL) | 92         |
|                 | 5 de Mayo (PRI, PVEM)                                 | 86         |
|                 | Partido del Trabajo                                   | 21         |
|                 | Movimiento Ciudadano                                  | 9          |
|                 | Pacto Social de Integración                           | 7          |
|                 | Total                                                 | 215(1)     |

1. Los municipios de Cuapiaxtla de Madero y Acajete se efectuaron elecciones extraordinarias.

### Reparto de las alcaldías de las coaliciones
| Coalición                                                           | Total | Para el PAN | Para el PRD | Para el PANAL | Para CPP | Para Convergencia | Para el PSI |
| ------------------------------------------------------------------- | ----- | ----------- | ----------- | ------------- | -------- | ----------------- | ----------- |
| Puebla Unida (PAN, PRD, PANAL y Compromiso por Puebla con MC y PSI) | 108   | 61          | 24          | 7             | 0        | 9                 | 7           |

### Composición final de las alcaldías
| Partido/Alianza | Partido/Alianza             | Municipios |
| --------------- | --------------------------- | ---------- |
|                 | PAN                         | 61         |
|                 | PRD                         | 24         |
|                 | PANAL                       | 7          |
|                 | Movimiento Ciudadano        | 9          |
|                 | 5 de Mayo (PRI, PVEM)       | 86         |
|                 | Partido del Trabajo         | 21         |
|                 | Pacto Social de Integración | 7          |
|                 | Total                       | 215        |

#### Puebla
|  | 51.64 % |

|  | 40.31 % |

|  | 3.06 % |

|  | 0.20 % |

|  | 4.79 % |

|  | 100.00 % |

### Diputados
| Partido/Alianza | Partido/Alianza                                                                   | Distritos |
| --------------- | --------------------------------------------------------------------------------- | --------- |
|                 | Puebla Unida (PAN, PRD, Movimiento Ciudadano, Compromiso por Puebla, PANAL y PSI) | 22        |
|                 | Coalición 5 de Mayo (PRI, PVEM)                                                   | 4         |
|                 | Partido del Trabajo                                                               | 0         |

Fuente: de Mercadotecnia y Opinión (enlace roto disponible en Internet Archive; véase el historial, la primera versión y la última).

### Reparto de las diputaciones de las coaliciones
| Coalición                                         | Total | Para el PAN | Para el PRD | Para el PANAL | Para CPP | Para Movimiento Ciudadano | Para el PSI |
| ------------------------------------------------- | ----- | ----------- | ----------- | ------------- | -------- | ------------------------- | ----------- |
| Puebla Unida (PAN, PRD, PANAL y CPP con MC y PSI) | 22    | 13          | 2           | 3             | 4        | 0                         | 0           |

| Coalición                | Total | Para el PRI | Para el PVEM |
| ------------------------ | ----- | ----------- | ------------ |
| 5 de mayo (PRI y el PVEM | 4     | 3           | 1            |

### Composición de laLIX Legislatura
| Partido/Coalición                    | Mayoría relativa | Proporcional | Total |
| ------------------------------------ | ---------------- | ------------ | ----- |
| Partido Acción Nacional              | 13               | 1            | 14    |
| Partido de la Revolución Democrática | 2                | 2            | 4     |
| Movimiento Ciudadano                 | 0                | 2            | 2     |
| Compromiso por Puebla                | 4                | 0            | 4     |
| Pacto Social de Integración          | 0                | 1            | 1     |
| Nueva Alianza                        | 3                | 1            | 4     |
| Partido Revolucionario Institucional | 3                | 5            | 8     |
| Partido Verde Ecologista de México   | 1                | 1            | 1     |
| Partido del Trabajo                  | 0                | 2            | 2     |
| Total                                | 26               | 15           | 41    |

#### Distrito 10 Puebla
| Partido/Coalición | Nombre de Partido/Coalición                                | Candidato                      |
| ----------------- | ---------------------------------------------------------- | ------------------------------ |
|                   | 5 de mayo                                                  | Claudia Hernández Medina       |
|                   | Puebla Unida en candidatura común con Movimiento Ciudadano | Irma Patricia Leal Islas Hecho |
|                   | Partido del Trabajo                                        | Gerardo López Ramírez          |
|                   | Pacto Social de Integración                                | Sin Candidato                  |

#### Distrito 11 Puebla
| Partido/Coalición | Nombre de Partido/Coalición                                | Candidato                  |
| ----------------- | ---------------------------------------------------------- | -------------------------- |
|                   | 5 de mayo                                                  | Alberto Sánchez Barranco   |
|                   | Puebla Unida en candidatura común con Movimiento Ciudadano | Pablo Montiel Solana Hecho |
|                   | Partido del Trabajo                                        | Stephanie López Pineda     |
|                   | Pacto Social de Integración                                | Sin Candidato              |

#### Distrito 12 Puebla
| Partido/Coalición | Nombre de Partido/Coalición                                | Candidato                      |
| ----------------- | ---------------------------------------------------------- | ------------------------------ |
|                   | 5 de mayo                                                  | Sandra Rubí Montalvo Domínguez |
|                   | Puebla Unida en candidatura común con Movimiento Ciudadano | Susana Riestra Piña Hecho      |
|                   | Partido del Trabajo                                        | Uciel Carlos Martínez Tello    |
|                   | Pacto Social de Integración                                | Sin Candidato                  |

## Candidatos a Presidentes Municipales
Se llevaron a cabo elecciones en los 217 municipios de Puebla.
Municipios más importantes de Puebla:

### San Pedro Cholula
| Partido/Coalición | Nombre de Partido/Coalición                      | Candidato                       |
| ----------------- | ------------------------------------------------ | ------------------------------- |
|                   | 5 de mayo                                        | Sergio E. Galindo López         |
|                   | Puebla Unida                                     | José Juan Espinosa Torres Hecho |
|                   | Partido del Trabajo                              | Roberto Maxil Coyopotl          |
|                   | Pacto Social de Integración Movimiento Ciudadano | Jaime Coatl Mixcoatl            |

### Amozoc
| Partido/Coalición | Nombre de Partido/Coalición | Candidato                           |
| ----------------- | --------------------------- | ----------------------------------- |
|                   | 5 de mayo                   | Lorena Aldaco Ruíz                  |
|                   | Puebla Unida                | José Cruz Sánchez Rojas Hecho       |
|                   | Movimiento Ciudadano        | J. Bernardo María de la Rosa Romero |
|                   | PSI                         | Alfredo Ramírez Rodríguez           |

### San Andrés Cholula
| Partido/Coalición | Nombre de Partido/Coalición                                      | Candidato                   |
| ----------------- | ---------------------------------------------------------------- | --------------------------- |
|                   | 5 de mayo                                                        | Gustavo Tello Rosas         |
|                   | Puebla Unida en candidatura común con PSI y Movimiento Ciudadano | Leoncio Paisano Arias Hecho |
|                   | Partido del Trabajo                                              | Eduardo Papaqui Tellez      |

### Tehuacán
| Partido/Coalición | Nombre de Partido/Coalición | Candidato                        |
| ----------------- | --------------------------- | -------------------------------- |
|                   | 5 de mayo                   | Ernestina Fernández Méndez Hecho |
|                   | Puebla Unida                | René Lezama Aradillas            |
|                   | Partido del Trabajo         | Luz del Carmen Sobrado Moran     |
|                   | Movimiento Ciudadano        | José Othon Bailleres Carriles    |
|                   | Pacto Social de Integración | Carlos Macario Cabrera Hernández |

### San Martín Texmelucan
| Partido/Coalición | Nombre de Partido/Coalición                    | Candidato                                 |
| ----------------- | ---------------------------------------------- | ----------------------------------------- |
|                   | 5 de mayo                                      | Edgar Salomón Escorza                     |
|                   | Puebla Unida en candidatura común con PSI y PT | José Rafael Nuñez Ramírez Hecho (ganador) |
|                   | Movimiento Ciudadano                           | Noé Peñaloza Hernández                    |

### Atlixco
| Partido/Coalición | Nombre de Partido/Coalición                                | Candidato                                |
| ----------------- | ---------------------------------------------------------- | ---------------------------------------- |
|                   | 5 de mayo                                                  | Álvaro Morales Méndez                    |
|                   | Puebla Unida en candidatura común con Movimiento Ciudadano | José Luis Galeazzi Berra Hecho (ganador) |
|                   | Partido del Trabajo                                        | Francisco Hernández Flores               |
|                   | Pacto Social de Integración                                | Sergio Jiménez Vázquez                   |

### Cuautlancingo
| Partido/Coalición | Nombre de Partido/Coalición                                | Candidato                        |
| ----------------- | ---------------------------------------------------------- | -------------------------------- |
|                   | 5 de mayo                                                  | Víctor Cuaxiola Vincent          |
|                   | Puebla Unida en candidatura común con Movimiento Ciudadano | José Féliz Casiano Tlahque Hecho |
|                   | Partido del Trabajo                                        | Gabriel Escalante Escalante      |
|                   | PSI                                                        | José Isabel Cirilo Ramos Flores  |

### Coronango
| Partido/Coalición | Nombre de Partido/Coalición                                | Candidato                       |
| ----------------- | ---------------------------------------------------------- | ------------------------------- |
|                   | 5 de mayo                                                  | Hermelinda Macoto Chapuli Hecho |
|                   | Puebla Unida en candidatura común con Movimiento Ciudadano | Raúl Palalia López              |
|                   | Partido del Trabajo                                        | Ignacio Tepox Mihualtecatl      |
|                   | PSI                                                        | Avelino Toxqui Toxqui           |

### Huauchinango
| Partido/Coalición | Nombre de Partido/Coalición              | Candidato                                |
| ----------------- | ---------------------------------------- | ---------------------------------------- |
|                   | 5 de mayo                                | Rogelio López Angulo                     |
|                   | Puebla Unida en candidatura común con PT | Alvarado Lorenzo Gabriel Hecho (ganador) |
|                   | Movimiento Ciudadano                     | Ángel Eduardo Valderrábano Hernández     |
|                   | Pacto Social de Integración              | Eunice Calderón Velázquez                |

### Tepeaca
| Partido/Coalición | Nombre de Partido/Coalición               | Candidato                                 |
| ----------------- | ----------------------------------------- | ----------------------------------------- |
|                   | 5 de mayo                                 | David Edgardo Huerta Ruiz Hecho (ganador) |
|                   | Puebla Unida en candidatura común con PSI | José Huerta Espinoza                      |
|                   | Partido del Trabajo                       | Enrique Salas Rojas                       |
|                   | Movimiento Ciudadano                      | Jesús Pacheco Robles                      |

### Teziutlán
| Partido/Coalición | Nombre de Partido/Coalición | Candidato                             |
| ----------------- | --------------------------- | ------------------------------------- |
|                   | 5 de mayo                   | Angélica Hernández de Peredo          |
|                   | Puebla Unida                | Edgar Antonio Vázquez Hernández Hecho |
|                   | Partido del Trabajo         | Concepción Briones Aburto             |
|                   | MC                          | Víctor Fernando de Anda Tovar         |
|                   | PSI                         | Enrique Sedano Bravo                  |

### Chalchicomula de Sesma
| Partido/Coalición | Nombre de Partido/Coalición                                | Candidato                              |
| ----------------- | ---------------------------------------------------------- | -------------------------------------- |
|                   | 5 de mayo                                                  | Juan Navarro Rodríguez Hecho (ganador) |
|                   | Puebla Unida en candidatura común con Movimiento Ciudadano | Laura Verónica Escobar Juárez          |
|                   | Partido del Trabajo                                        | Francisco Jiménez Jiménez              |
|                   | Pacto Social de Integración                                | Alejandro Arias Jiménez                |

### Izúcar de Matamoros
| Partido/Coalición | Nombre de Partido/Coalición | Candidato                              |
| ----------------- | --------------------------- | -------------------------------------- |
|                   | 5 de mayo                   | Alberto Sánchez Rodríguez              |
|                   | Puebla Unida                | Manuel Maderi González Hecho (ganador) |
|                   | Partido del Trabajo         | Anselmo Venegas Bustamante             |
|                   | Movimiento Ciudadano        | Javier Daniel Vargas Bello             |
|                   | Pacto Social de Integración | Antonino Armando Moreno Juárez         |

### Pahuatlán
| Partido/Coalición | Nombre de Partido/Coalición | Candidato                       |
| ----------------- | --------------------------- | ------------------------------- |
|                   | 5 de mayo                   | Óscar Vargas Mejía              |
|                   | Puebla Unida                | Arturo Hernández Santos Hecho   |
|                   | Movimiento Ciudadano        | Máximo Florentino Gómez         |
|                   | Partido del Trabajo         | Rogelio Marroquín Aparicio      |
|                   | PSI                         | Arey Alejandro Guzmán Santillán |

### Acatzingo
| Partido/Coalición | Nombre de Partido/Coalición | Candidato                             |
| ----------------- | --------------------------- | ------------------------------------- |
|                   | 5 de mayo                   | Carlos Alejandro Valdez Tenorio Hecho |
|                   | Puebla Unida                | Manuel Gilberto Dorantes Orozco       |
|                   | Movimiento Ciudadano        | José Guillermo Guerrero Velázquez     |
|                   | Partido del Trabajo         | René González Victoria                |
|                   | PSI                         | Esteban Zayas Jean                    |

Consulta la lista de candidatos a presidentes municipales de:
- Candidatos a la presidencia municipal de Puebla
- Candidatos a alcaldes de los municipios más importantes del Estado